# Atlántica (banda)
Atlántica fue un conjunto cántabro de intérpretes de música tradicional cántabra y celta, ya desaparecido.

## Origen
El origen del grupo tiene su inicio en 1988, con la relación de pareja del cántabro Marcos Bárcena (voz, guitarra, bouzouki, gaita asturiana y gallega) y la británica Kate Gass (voz, violín, flauta, clarinete, requinto, concertina y acordeón diatónico).  Este dúo ofrece pequeños conciertos, muy esporádicos, en esos años 80.
En 1993 se incorpora Miguel Cobo como percusionista y animador de danzas, junto a Estela Baños. El grupo se dedica principalmente a la animación de Danzas del Mundo. Más tarde, en 1997, se incorporará el acordeonista y teclista Ramón Bueno. Con esta formación de cuarteto inician a finales de la década una fructífera carrera musical. Numerosos conciertos y giras, así como nominaciones a premios por sus discos y colaboraciones, jalonarán esta etapa. 
A finales de 2003 se integra en el grupo, ahora quinteto, el guitarrista Jorge Ibáñez. Justo un año después, la pareja fundadora se separa, resintiéndose el grupo. En el verano de 2005, tras el abandono de Marcos Bárcena, se incorporan Pilar Revuelta a la voz y Santiago Sánchez a las gaitas y flautas. 
En enero de 2006 el grupo anunció su disolución tras casi dieciocho años de carrera, con el reconocimiento del público y los medios especializados, así como, con numerosas actuaciones en Cantabria, en España e internacionales. El último concierto del grupo Atlántica, como tal, se ofreció en el Palacio de Festivales de Cantabria durante una gala de la ONCE, no participando ninguno de los dos miembros fundadores. Esta última formación dará lugar al grupo Garma.
De un modo u otro, todos los integrantes de Atlántica han continuado sus carreras después de su etapa en el grupo:
Marcos Bárcena presentó su primer trabajo en solitario en 2007, "La Luz Interior". Posteriormente, formó parte de otros proyectos colectivos ya desaparecidos, como el trío Trébole y el también desaparecido Cambera´l cierzu. Formó parte del trío Maílla y también formó dúo con el rabelista Miguel Cadavieco y colaboraciones con músicos y formaciones de otros estilos musicales como Beatles Revival o Fronterizos.
Kate Gass colaboró en un proyecto llamado 'Solistas Internacionales'. Este proyecto fue liderado por el músico vallisoletano Paco Diez. En el año 2009 comenzó un proyecto de dúo musical con el guitarrista peruano Raúl Fernández-Dávila, que llamó Kate Gass Dúo. 
Miguel Cobo continúa en el grupo de folk cántabro Garma, en la formación de música antigua y del renacimiento Capella Antiqva de Cantabria, con el trío de música nórdica Escrébene y con el dúo de música tradicional Terne que Terne. Colaboró en varias formaciones, entre ellas Vino de la Casa y Gaudia Música.
Ramón Bueno lidera el grupo Garma, con tres discos en el mercado y, forma parte también de la banda cántabra Landeral. Ramón formó parte de otros grupos como Cahórnega y Zaina. Es colaborador habitual del grupo de teatro cántabro Ábrego. Actualmente es integrante de la banda que acompaña al famoso cantante cántabro Nando Agüeros.
Jorge Ibáñez formó parte de la desaparecidas bandas Duju, Cambera'l Cierzu y Numen. Formó parte de Cahórnega y de Corquiéu, en este último tocando el bouzouki.
Pilar Revuelta se integró en Garma, donde es su voz principal y participa en otras formaciones musicales, cinematográficas y teatrales, como Ábrego Teatro.
Santiago Sánchez formó parte de Garma hasta su abandonó en 2008 y formó parte de la formación Numen, hasta su disolución.

## Discografía
- Desde esta orilla -2004 RTVE Música
- En directo -2002 RTVE Música
- Lugas -2001 El Tripulante
- La luz del iviernu -2000 El Tripulante
- Transitus -1998 Resistencia
- Atlántica -1996 Several Records

- Datos: Q5710946